# Série spectrale (spectroscopie)
Pour les articles homonymes, voir Série spectrale.
L'émission spectrale de l'atome d'hydrogène est divisée en séries spectrales, c'est-à-dire plusieurs séries de lumières monochromatiques dont les longueurs d'onde sont en relation simple les unes des autres. Ces longueurs d'onde sont précisément prédites par la formule de Rydberg, qui ne dépend que d'une seule constante, la constante de Rydberg.
Les lignes spectrales qui sont observables sont causées par des électrons qui changent de niveau d'énergie au sein de l'atome.  Ceci fut d'abord théorisé, en 1913, par Niels Bohr, avec le modèle qui porte son nom, mais seulement pour l'hydrogène et les hydrogénoïdes. Ultérieurement, ca.1925, ce sera la mécanique quantique qui offrira une explication générale, et en permettra l'étude prédictive.

## Définition
L'étude du spectre d'émission d'un atome fait ressortir des raies dont les nombres d'ondes sont exprimés par une relation :
σ = R (1/n2 - 1/m2),
dans laquelle :
- σ est le nombre d'ondes,
- R est la constante de Rydberg associée à l'atome,
- m et n sont des nombres entiers naturels correspondant aux nombres quantiques principaux des niveaux de départ et d'arrivée de la transition.

Un ensemble de raies pour lesquelles n est constant constitue une « série ».
De façon alternative, on peut écrire :
{\displaystyle {1 \over \lambda }=R\left({1 \over n^{2}}-{1 \over n\prime ^{2}}\right)\qquad \left(R=1,097373\times 10^{7}\ \mathrm {m} ^{-1}\right)}
où {\displaystyle \lambda } est la longueur d'onde.

## Exemples de séries spectrales

### Séries spectrales de l'hydrogène
Les cinq principales séries spectrales de l'hydrogène sont : la série de Lyman pour n = 1 ; celle de Balmer pour n = 2 ; celle de Paschen pour n = 3 ; celle de Brackett pour n = 4 ; et celle de Pfund pour n = 5.

### Séries spectrales de l'hélium ionisé
L'hélium ionisé, He+, correspond à un noyau d'hélium entouré d'un unique électron. Il s'agit donc d'un hydrogénoïde.
Les principes séries spectrales de l'hélium ionisé sont : la série de Rydberg pour n = 3 ; et celle de Pickering pour n = 4.